# 古斯塔夫·布洛赫
古斯塔夫·布洛赫（法語：Gustave Bloch，1848年7月21日—1923年12月3日）是一名法國猶太古代史學家。他是歷史學家馬克·布洛赫的父親，而馬克·布洛赫與呂西安·費夫爾是年鑑學派的共同創始人。

## 生平
布洛赫生於下萊因地區費格賽姆，於1872年取得學士學位，並於翌年開始在貝桑松高中教授修辭學。1876年，他成為講師，數年後開始在里昂大學擔任希臘和羅馬古物教授。1888年開始，他在巴黎高等師範學院教授歷史，接替歷史學家保羅·吉羅。1904年至1919年間，他在巴黎文理學院擔任羅馬史教授。

## 部分著作
- "La République romaine. Les Conflits politiques et sociaux", in The Roman Republic. Political and Social Conflicts (1913).
- "L'Empire romain. Evolution et décadence", in The Roman Empire. Evolution and Decadence (1922).